# Kim Chang-sop
Kim Chang-sop (Hangul: 김창섭; 2 de enero de 1946 - 9 de junio de 2020) fue un político norcoreano que se desempeñó como viceministro del Departamento de Seguridad Estatal.

## Primeros años
Kim Chang-sop nació el 2 de enero de 1946 en el condado de Unsan en la provincia de Pyongan del Sur . Se unió al Ejército Popular de Corea en julio de 1963. Se graduó en la Escuela Superior del Partido Kim Il-sung.

## Carrera
Fue viceministro del Departamento de Seguridad Estatal y jefe del Departamento Político de esa agencia. También ha sido diputado de la Asamblea Popular Suprema desde la undécima convocatoria en septiembre de 2003.
Durante la III Conferencia del Partido de los Trabajadores de Corea el 28 de septiembre de 2010, fue elegido miembro suplente del Buró Político del Comité Central, y también por primera vez se sentó en el propio Comité Central.
Tras la muerte de Kim Jong-il en diciembre de 2011, Kim Chang-sop ocupó el puesto 26 en el Comité de Duelo de 233 miembros.

## Muerte
Kim Chang-sop murió en junio de 2020. Su muerte fue anunciada por la Agencia Central de Noticias de Corea.